# Iola (Pennsilvània)
Iola és una concentració de població designada pel cens dels Estats Units a l'estat de Pennsilvània. Segons el cens del 2000 tenia 129 habitants.

## Demografia
Segons el cens del 2000, Iola tenia 129 habitants, 59 habitatges, i 34 famílies. La densitat de població era de 184,5 habitants per quilòmetre quadrat.
Dels 59 habitatges en un 25,4% hi vivien nens de menys de 18 anys, en un 47,5% hi vivien parelles casades, en un 6,8% dones solteres, i en un 40,7% no eren unitats familiars. En el 35,6% dels habitatges hi vivien persones soles el 10,2% de les quals corresponia a persones de 65 anys o més que vivien soles. El nombre mitjà de persones vivint en cada habitatge era de 2,19 i el nombre mitjà de persones que vivien en cada família era de 2,8.
Per edats la població es repartia de la següent manera: un 21,7% tenia menys de 18 anys, un 6,2% entre 18 i 24, un 31,8% entre 25 i 44, un 24,8% de 45 a 60 i un 15,5% 65 anys o més.
L'edat mediana era de 36 anys. Per cada 100 dones de 18 o més anys hi havia 83,6 homes.
La renda mediana per habitatge era de 28.125 $ i la renda mediana per família de 36.563 $. Els homes tenien una renda mediana de 28.125 $ mentre que les dones 25.938 $. La renda per capita de la població era de 16.211 $. Entorn del 8,6% de les famílies i el 7% de la població estaven per davall del llindar de pobresa.

## Poblacions més properes
El següent diagrama mostra les poblacions més properes.